# 차우시

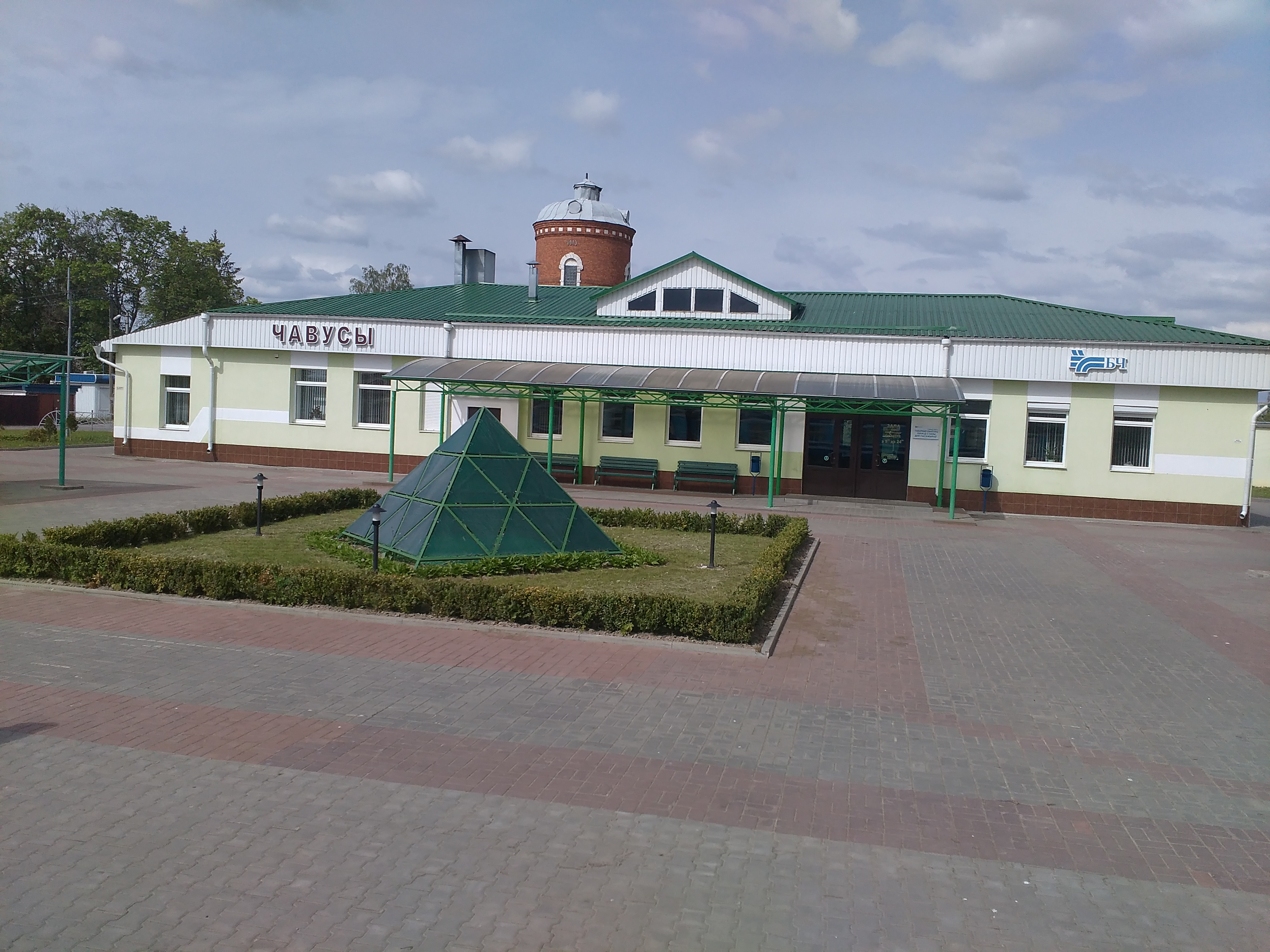
기차역

차우시(러시아어: Ча́усы)는 벨라루스 마힐료우주의 도시이다. 1777년에 도시로 등록되었고, 16세기에 지어졌다. 인구는 12,500명(1991년)이다.